# Островский, Михаил Григорьевич
Михаил Григорьевич Островский (англ. Michael G. Ostrovsky; род. 6 июня 1979) — американский экономист, специалист по дизайну рынка и теории аукционов. Профессор экономики (Fred H. Merrill Professor of Economics) Высшей школы бизнеса Стэнфордского университета. Содиректор рабочей группы Национального бюро экономических исследований по дизайну рынка. Доктор философии (PhD) по экономике бизнеса.

## Биография
В 1995 году стал золотым призёром международной математической олимпиады. В том же году окончил математический класс московской школы № 57 (учился вместе с экономистом Рубеном Ениколоповым) и поступил на механико-математический факультет МГУ. Отучившись полтора года, эмигрировал вместе с семьей в США.
В 1999 году окончил бакалавриат по математике и экономике Стэнфордского университета, в 2003 году магистратуру по экономике в Гарвардском университете. В 2005 году защитил диссертацию на тему «Essays on Matching» и получил степень PhD in Business Economics. C 2005 года преподает в Высшей школе бизнеса Стэнфордского университета. С 2015 года — профессор.
Работал советником по электронной коммерции и дизайну аукционов в Yahoo, LinkedIn, Google и Pinterest. С 2014 года научный сотрудник и содиректор рабочей группы Национального бюро экономических исследований США по дизайну рынка. В 2021 году основал компанию Topsort, предоставляющую услуги в сфере интернет-рекламы для онлайн-ритейлеров и маркетплейсов.
Дважды получал гранты Национального научного фонда (США): на исследование рыночного механизма (2011) и на исследование экономики карпулинга, дорожных сборов и беспилотных автомобилей (2018).
Михаил Островский занимается исследованиями в таких областях, как теория игр, дизайн рынка, теория отраслевых рынков, финансы. Последние его работы посвящены анализу экономики карпулинга и беспилотных автомобилей, особенностям аукционов интернет-рекламы, сбору информации на финансовых рынках и голосованию на советах директоров.

## Награды
- 2011 — Стипендия Слоуна[8]

## Избранные публикации
- Benjamin Edelman, Michael Ostrovsky, Michael Schwarz[англ.]. Internet Advertising and the Generalized Second-Price Auction: Selling Billions of Dollars Worth of Keywords // American Economic Review, 97 (1), 242—259, March 2007.
- Ariel Pakes, Michael Ostrovsky, Steven Berry. Internet Simple estimators for the parameters of discrete dynamic games (with entry/exit examples) // The RAND Journal of Economics, 38 (2), 373—399, Summer 2007.
- Michael Ostrovsky. Stability in Supply Chain Networks // American Economic Review, 98 (3), 897—923, June 2008.